# Azina

Piridina

Diazina
1) piridazina (1,2-diazina)
2) pirimidina (1,3-diazina)
3) pirazina (1,4-diazina)

Triazina
1) 1,2,3-triazina
2) 1,2,4-triazina
3) 1,3,5-triazina

Uma azina é uma família de compostos heterocíclicos de seis átomos entre os quais um deles é o nitrogênio. A azina mais simples, com um só átomo de nitrogênio, é a piridina, enquanto se chamará diazina se contendo dois átomos de nitrogênio e triazina se os átomos de nitrogênio são três. Uma oxazina é uma azina contendo um átomo de nitrogênio e um átomo de oxigênio e a tiazina um átomo de nitrogênio e um de enxofre.